# ヴァル・マクダーミド
ヴァル・マクダーミド（Val McDermid、1955年6月4日 - ）は、スコットランド出身の女性推理作家。代表作はトニー・ヒル博士が主人公のサスペンス小説のシリーズ。

## 経歴
スコットランド東部、ファイフのカークカルディ出身。地元の公立カークカルディ高校卒業後、オックスフォード大学セント・ヒルダ・カレッジで学ぶ。卒業後はジャーナリストとなり、劇作家だった時期もある。1987年、リンゼイ・ゴードン・シリーズの第1作『Report for Murder 』を上梓し注目される。

## 作品概要
マクダーミドの著作に登場するキャラクターで有名なのは、レズビアンのジャーナリスト、リンゼイ・ゴードンや、私立探偵ケイト・ブラナガン、性機能障害に悩む心理学者トニー・ヒルなどである。1995年に始まったトニー・ヒル&キャロル・ジョーダンシリーズの第9作『殺しの儀式』（原題：The Mermaids Singing ）でCWA賞のゴールド・ダガー賞を受賞する。暴力描写などが特に優れているとされる同シリーズは「ワイヤー・イン・ザ・ブラッド」のタイトルでテレビドラマ化された。
マクダーミドの作品はタータン・ノワールと呼ばれるスコットランド風のミステリとされる。新聞に小説以外の記事を寄稿したり、BBCラジオ4やBBCラジオ・スコットランドに出演することもある。
ハーパー・リーの『アラバマ物語』を好きな小説の一つに挙げている。また、ディテクションクラブのメンバーである。

## マクダーミド・スタンド

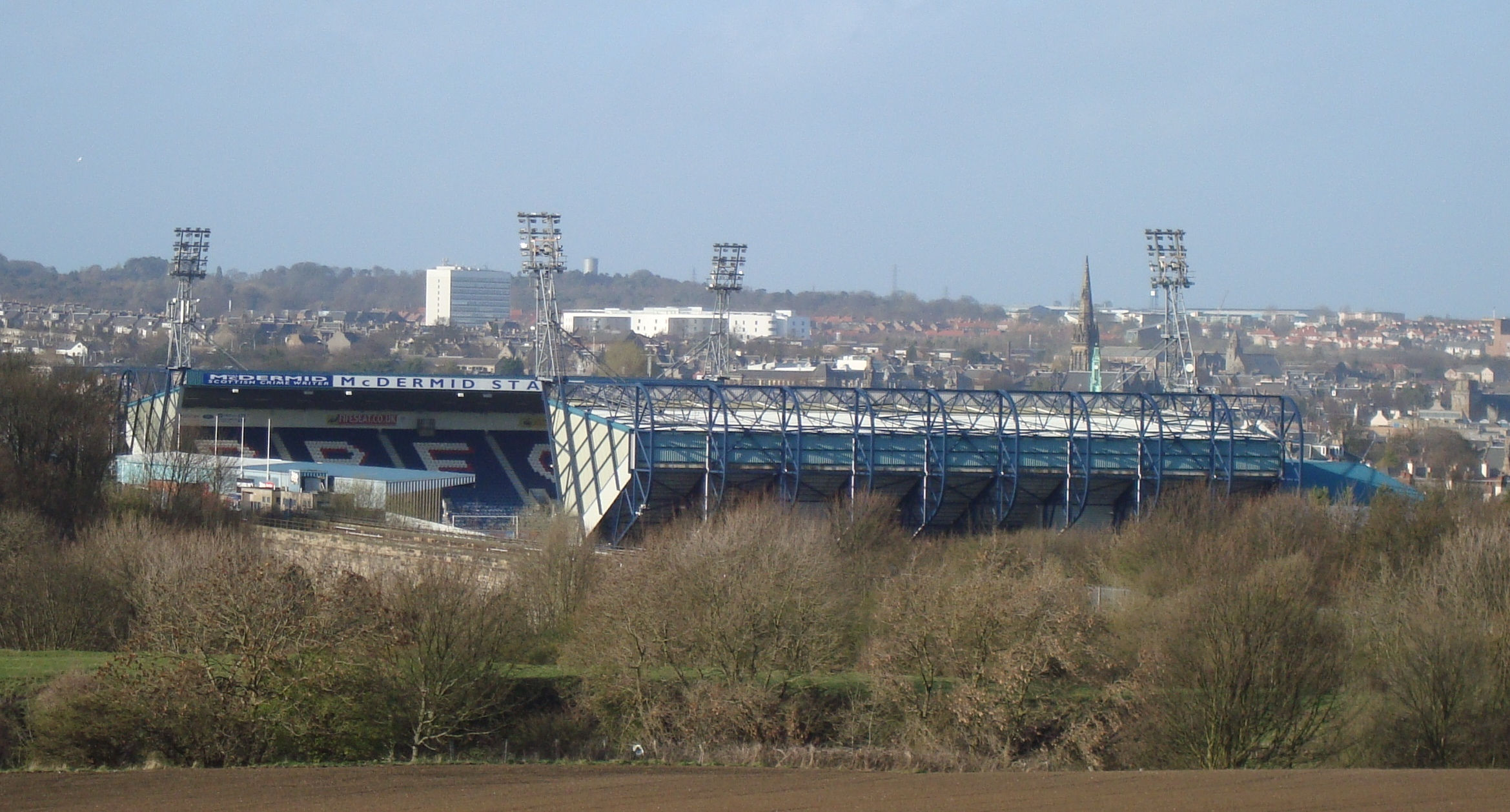
スタークス・パークの左側に見えるのがマクダーミド・スタンド

地元カークカルディのプロサッカークラブ、レイス・ロバーズのスタークス・パークに、マクダーミドが出資したマクダーミド・スタンドがある。新刊を出す時には度々看板に広告を出し、同クラブのスカウトを務めていたマクダーミドの父親はその試みを光栄に思っていた。スタンドのスポンサーになった翌年にクラブの取締役会の1人になった。

## 私生活
マクダーミドはレズビアンである。人工授精で授かった息子キャメロンの後見人を前パートナーと務めている。レイス・ロバーズのサポーターである。現在は3匹の猫とマンチェスターとノーサンバーランドに暮らしている。

## 作品リスト

### シリーズ作品
リンゼイ・ゴードン シリーズ
- Report for Murder (1987)
- Common Murder (1989)
- Final Edition (1991)
- Union Jack (1993)
- Booked for Murder (1996)
- Hostage to Murder (2003)

ケイト・ブラナガン シリーズ
| # | 邦題                           | 原題        | 刊行年 | 刊行年月  | 訳者     | 出版社     |
| - | ------------------------------ | ----------- | ------ | --------- | -------- | ---------- |
| 1 | ロック・ビート・マンチェスター | Dead Beat   | 1992年 | 1998年4月 | 森沢麻里 | 集英社文庫 |
| 2 |                                | Kick Back   | 1993年 |           |          |            |
| 3 |                                | Crack Down  | 1994年 |           |          |            |
| 4 |                                | Clean Break | 1995年 |           |          |            |
| 5 |                                | Blue Genes  | 1996年 |           |          |            |
| 6 |                                | Star Struck | 1998年 |           |          |            |
トニー・ヒル&キャロル・ジョーダン シリーズ
| # | 邦題         | 原題                  | 刊行年 | 刊行年月  | 訳者       | 出版社     |
| - | ------------ | --------------------- | ------ | --------- | ---------- | ---------- |
| 1 | 殺しの儀式   | The Mermaids Singing  | 1995年 | 1997年4月 | 森沢麻里   | 集英社文庫 |
| 2 | 殺しの四重奏 | The Wire in the Blood | 1997年 | 1999年6月 | 森沢麻里   | 集英社文庫 |
| 3 | 殺しの迷路   | The Last Temptation   | 2002年 | 2004年7月 | 森沢麻里   | 集英社文庫 |
| 4 | 殺しの仮面   | The Torment of Others | 2004年 | 2006年4月 | 宮内もと子 | 集英社文庫 |
| 5 |              | Beneath the Bleeding  | 2007年 |           |            |            |
| 6 |              | Fever of the Bone     | 2009年 |           |            |            |
| 7 |              | The Retribution       | 2011年 |           |            |            |

### シリーズ外作品
| # | 邦題                                                                | 原題                       | 刊行年 | 刊行年月   | 訳者       | 出版社     |
| - | ------------------------------------------------------------------- | -------------------------- | ------ | ---------- | ---------- | ---------- |
| 1 | 女に向いている職業―女性私立探偵たちの仕事と生活（ノンフィクション） | A Suitable Job for a Woman | 1994年 | 1997年11月 | 高橋佳奈子 | 朝日新聞社 |
| 2 | （短編集）                                                          | The Writing on the Wall    | 1997年 |            |            |            |
| 3 | 処刑の方程式                                                        | A Place of Execution       | 1999年 | 2000年12月 | 森沢麻里   | 集英社文庫 |
| 4 | シャドウ・キラー                                                    | Killing the Shadows        | 2000年 | 2001年9月  | 森沢麻里   | 集英社文庫 |
| 5 | 過去からの殺意                                                      | The Distant Echo           | 2003年 | 2005年3月  | 宮内もと子 | 集英社文庫 |
| 6 | 壁に書かれた預言（短編集）                                          | Stranded                   | 2005年 | 2008年2月  | 宮内もと子 | 集英社文庫 |
| 7 |                                                                     | The Grave Tattoo           | 2006年 |            |            |            |
| 8 | 迷宮の淵から                                                        | A Darker Domain            | 2008年 | 2012年6月  | 横山啓明   | 集英社文庫 |
| 9 |                                                                     | Trick of the Dark          | 2010年 |            |            |            |

## 受賞・ノミネート歴
- 1994年："Crack Down" でCWA賞ゴールド・ダガー賞ノミネート
- 1995年：『殺しの儀式』でゴールド・ダガー賞受賞
- 1998年："Star Struck" でフランス犯罪小説大賞受賞
- 1999年：『処刑の方程式』でゴールド・ダガー賞ノミネート
- 2000年：『処刑の方程式』でバリー賞英国ミステリ賞受賞
- 2001年：『処刑の方程式』でマカヴィティ賞長編賞受賞、アンソニー賞長編賞受賞、ディリス賞受賞、エドガー賞 長編賞ノミネート
- 2002年：『シャドウ・キラー』でバリー賞英国ミステリ賞ノミネート
- 2004年：『過去からの殺意』でバリー賞英国ミステリ賞受賞、『殺しの仮面』でゴールド・ダガー賞ノミネート
- 2010年：CWA賞ダイヤモンド・ダガー賞（功労賞）受賞
- 2011年："Fever at the Bone" でバリー賞ペーパーバック賞ノミネート